# إدوارد كونيلي
إدوارد كونيلي (بالإنجليزية: Edward Connelly)‏ مواليد 30 ديسمبر 1859 في نيويورك - الوفاة 21 نوفمبر 1928 في هوليوود، الولايات المتحدة، هو ممثل أمريكي بدأ مسيرته الفنية سنة 1914. شارك في قرابة 69 فيلما.

## الأعمال
- البطة البرية
- الساذج

## روابط خارجية
- إدوارد كونيلي على موقع IMDb (الإنجليزية)
- إدوارد كونيلي على موقع ألو سيني (الفرنسية)
- إدوارد كونيلي على موقع أول موفي (الإنجليزية)
- إدوارد كونيلي على موقع قاعدة بيانات برودواي على الإنترنت (الإنجليزية)
- إدوارد كونيلي على موقع قاعدة بيانات برودواي على الإنترنت (الإنجليزية)
- إدوارد كونيلي على موقع قاعدة بيانات برودواي على الإنترنت (الإنجليزية)
- إدوارد كونيلي على موقع قاعدة بيانات الأفلام السويدية (السويدية)
- إدوارد كونيلي على موقع قاعدة بيانات الفيلم (الإنجليزية)
- إدوارد كونيلي على موقع كينوبويسك (الروسية)